# Lembit Oll
Lembit Oll (Kohtla-Järve, 23 aprile 1966 – Tallinn, 17 maggio 1999) è stato uno scacchista estone (sovietico fino al 1990).
Ottenne il titolo di Grande Maestro nel 1990.
Vinse il Campionato estone nel 1982 e il Campionato sovietico U20 nel 1984.
Partecipò a quattro olimpiadi degli scacchi: Manila 1992 (+7 –1 =6), Mosca 1994 (+3 –2 =8), Erevan 1996 (+2 –1 =9), Elista 1998 (+1 –0 =7). Nel 1989 partecipò al 56º Campionato sovietico (vinto da Rafael Vaganian), piazzandosi al 6º posto su 16 giocatori.
Dal 1989 al 1997 vinse numerosi tornei internazionali: 
- 1989:  Espoo, Tallinn (torneo zonale), Helsinki
- 1990:  Terrassa
- 1991:  Sydney (con 8,5 /9, davanti a Tony Miles e altri GM)[2]
- 1992:  Siviglia[3]
- 1993:  Vilnius, L'Aia, Anversa
- 1994:  New York (pari 1° con Jaan Ehlvest)
- 1995:  Helsinki, Riga (torneo zonale)
- 1996:  =1° con Alexei Fedorov nel Chigorin Memorial di San Pietroburgo
- 1997:  Køge, Szeged (pari 1°), Hoogeveen Open (pari 1°)

Raggiunse il suo massimo rating FIDE in luglio 1998, con 2650 punti Elo (25º nel mondo).

## Vita personale
Oll era sposato e aveva due figli. In seguito al divorzio e alla mancata concessione della custodia dei figli, cadde in depressione. Dal 1996 era in cura psichiatrica e gli erano stati prescritti farmaci antidepressivi.
La domenica del 16 maggio 1999 si gettò da una finestra al quarto piano del suo appartamento a Tallinn. Un passante chiamò un'ambulanza che lo trasportò in ospedale in gravissime condizioni; morì il giorno dopo all'età di soli 33 anni.
Nonostante i suoi problemi personali, nel maggio 1999 era al 42º posto del ranking FIDE internazionale. Fu sepolto nel cimitero Metsakalmistu di Tallinn, non lontano dalla tomba del suo famoso compatriota Paul Keres.